# Плота (гидроним)
Плота́ — древнерусский славянский гидроним, обозначающий водный ток (реку), русло реки.

## Описание

### Этимология
Слово «плота» произошло от праславянского рlъta. Имеет такой же корень как слово «плот» — средство передвижения по воде (плыть по воде) и обозначает водный ток (реку), в более широком смысле русло. Употребляется в сочетании с различными определениями: «Ржавая Плота, Мокрая Плота, Двеплота (сочетание с числительным)», что свидетельствует о былом апелла(я)тивном (нарицательном) статусе названия. Со временем имя нарицательное перешло в имя собственное, утратив своё прежнее значение.

### География
Географ, топонимист Э. М. Мурзаев и лингвист, топонимист Г. П. Смолицкая указывают на распространённость водного названия «Плота» в гидронимии на территории Верхнего Поочья и Дона, обозначающего «болото» в Орловской области, «верх» (овраг с водой) в Курской и Воронежской.

### Топонимика
В древности слово имело более широкое значение и употреблялось не только в смысле плыть по воде, но и означало что-то широкое, ровное плоское место. В старинных документах по межеванию встречаются выражения «степь Новосильской Плоты» или «дуб краковист (старое дерево с большой кроной) плотав (более ровной плоской вершиной)». «Плота» употреблялось так же как древний синоним слова «брод». В текстах писцовых книг XVI века встречаются прямые указания на место плоты на реке: «починок Фирсов, на речке на Орлице, с нижней стороны трёх плот», «в деревне в Кишкине, на речке на Орлице, на первой плоте». По гидрониму именовались и населённые пункты: Плота, Малая Плота, Кривцова-Плота, Плотава и др..